# Maximum Magic
『Maximum Magic』（マキシマムマジック）は日本のアダルトゲームブランドLimeより2010年3月26日に発売された Windows用18禁恋愛アドベンチャーゲームである。副題は"Quick of Destiny"。略称は「MM」。
本作は、Navelの姉妹ブランド、Limeの第2作であり、Limeブランドとしては第1作『ノストラダムスに聞いてみろ♪』から約2年ぶりの新作となる。
2009年12月21日、メーカー公式サイトおよび同日発売の雑誌『PUSH!!』（マックス）2010年2月号にて制作が発表された。Lime第3作であり、1か月後に発売される『ぺたぺた』よりも制作発表が遅かった。『PUSH!!』では『SHUFFLE! Essence+』の八重桜とともにヒロインのミリアムが表紙を飾っている。2010年3月26日に-Limited Edition-が、4月30日に-Standard Edition-が発売された。

## 内容
本作は、魔法と科学が同等に発展した世界を舞台としており、魔法やモンスターに加え、電化製品や通信技術も登場している。また、最終的にヒロインたちとは無事に結ばれるものの、ストーリーについては謎が多く、核心に迫らずにエンディングを迎えるため、ある意味未完結に近いものとなっている。
ジャンルにある「はっちゃけ」は、『Soul Link』で「ぶっちゃけ」という言葉が多く使われたことを2ちゃんねるの作品専用サイトなどで指摘されたことから掛けていると思われる。「ぶっちゃけ」については、ブランドHPの中でも取り上げられている。

## ストーリー
魔法と科学が同等に発展したこの世界には、大昔からジグラートと呼ばれる四つの城が空に浮かんでいた。
ある日、ジグラートの一つであるギルタブリルがヒベルニア王国の東部にある辺境の町・リズヴァーンに墜落する。城の詳細や墜落の原因が不明なまま、観光客が訪れるようになっていた。それから一カ月近くの間、エクリプスと呼ばれる魔法生物の目撃情報が相次ぐ。この魔法生物は、過去に災厄や戦争などの非常事態が起きる前に現れたことから、「破壊と混乱の使者」と呼ばれていた。ヒベルニア王国の王女は非常事態を回避すべく、王国情報局の若き天才ジード＝ハマルを召喚する。エクリプスの撃退と調査、ならびにギルタブリル墜落との関連性を探るよう命じられたジードは、アブソリュート魔導学院に編入した。

## 登場人物

### 主人公
ジード＝ハマル (Gide Hamal)
声：？
王立士官学院に通いながらも、王国情報局に配属されているエージェント。
長身、痩躯だが鍛え上げられた肉体を持つ美形の若者。史上最年少で情報局に配属された天才であり、極めて有能。破天荒ながらも頼りがいがある。ただし敬語が苦手であり、さらに斜めに物事を見てしまうことと、デリカシーのない下品な言動により、相手からの評価を下げてしまうことも多い。このほかにも、極度の方向音痴であることに自覚がないことと、独り言を口に出してしまうこと、そして鈍感なことが欠点である。
座右の銘は「終わりよければ全て良し」。魔導触媒は長いロッド。
アストレア王女の命を受け、エクリプス飛来事件を解決すべく、リズヴァーンへ派遣される。すでにそのクラスを卒業しているにもかかわらずアブソリュート魔導学院に編入させられ、2-Aに所属することとなる。

### メインヒロイン
ミリアム＝アルニラム (Myriam Alnilam)
声：夢咲朱花
誕生日:3月6日。身長:154cm。
アブソリュード魔導学院2年生で所属は2-A。学生会の一員。
おっとりとした顔立ちと、ピンクの長い髪が特徴の美少女。何事に対しても一生懸命だが、ドジで天然ボケなところがあるため、いつも他人に迷惑をかけてしまう。知り合いに対しては朗らかで人懐っこくて無頓着だが、実際は引っ込み思案であり、特に男性に対しては奥手。その場の勢いで手を挙げてしまう癖があり、それでいつも失敗する。不幸の神様に取り憑かれていると思われるほど運が悪く、その不幸体質は自らも自覚している。お人好しで面倒見は良く、料理が得意。運動は苦手。
魔法の授業が苦手であり、どうしてアブソリュードに入ることができたのか周囲に不思議がられるほど赤点ばかりである。使えるのは簡単な魔法と回復魔法程度。相手の身体がかゆくなるというオリジナルの魔法を世界で初めて編み出したが、はっきり言って何の役にも立たない。魔導触媒として、ジードから赤い指輪を受け取る。
その見た目と性格のよさから人気は高く、学院内では「ミリアムさん・むっちゃ大好き」、略してMMM（最後のMはリーダーにも意味不明）という親衛隊が結成されている。
10年前の8月31日に起きた大事件と、その事件と時を同じくして起きた謎の大爆発によって住んでいた家が崩れ落ち、両親はともに下敷きとなって亡くなった。以後は他の町にいる親族に優しく育てられた。
学院に現れたエクリプスの手から助けられて以来ジードのことを慕っており、相手の迷惑を顧みずあれこれと世話を焼き、手助けをしようとする。そして成り行きで念願が叶い、ジードの助手となった。
テミス＝ベード (Themis Beid)
声：桜川未央　
誕生日:4月1日。身長:163cm。
アブソリュード魔導学院2年生で所属は2-A。ミリアムの親友。
艶やかな黒髪をポニーテールにしている美少女。女性ながらも武士の雰囲気を漂わせているが、耳年増であり下ネタに弱く、クールな表情が崩れ感情を表に出してしまう。興奮したら剣を抜く癖がある。
古風なところはあるが几帳面で真面目であり、同級生や親友のミリアム相手でも敬語を使ってしまう。心配性で、責任感が強い。自らにも厳しく、成績は優秀。しかし見た目と異なってがさつなところがあり、細かいところは気にしない性格。名家の箱入り娘であるため、料理などの家事はまったくダメ。緑茶が好み。
常に持ち歩いている魔導触媒の剣は、1500年も昔から家に伝わるものであり、“闇斬”と呼ばれる。魔法の成績は優秀で、小さい頃から教えられてきた武道も強い。エクリプス程度なら一人で倒すことができる攻撃力を持っている。
ミリアムの保護者を自認しており、ミリアムがジードに世話を焼くのを追っているうちに、成り行きでジードの助手となった。自らはジードやミリアムと比べて常識人と思っているが、所々でもっとも非常識な行動をとってしまう。
フォルトゥナ＝クルサ (Fortuna Cursa)
声：倉田まりや
誕生日:2月25日。身長:148cm。
ジードをターゲットとする暗殺者。自称IQ140の天才。
金髪でツインテール、釣り目が特徴の美少女。由緒正しい暗殺者一家の次期総領。幼少時より暗殺の仕事をこなしてきた。とある人物よりジード暗殺の依頼を受けてリズヴァーンへやってくるが失敗したため、アブソリュード魔導学院1年へ転入する。転入後もジードへしばしば奇襲をかけるが、全て交わされている。
魔導触媒は殺傷能力がある大きな鎌の“グリムリッパー”。通常は魔法によって空間に隠している。暗殺時にはゴスロリ系の黒い服にミニスカート、さらにブラッディウィングと呼ぶ羽を付けているが、それらは先祖代々伝わる戦闘服である。魔力容量はかなりのものであり、魔力を隠す能力に長けている。ブラッディウィングによって魔力を使わず空を飛ぶことができるものの、攻撃自体は単調であるため、暗殺には罠を仕掛けることが多い。
普段から大言壮語を吐く自信家で、暗殺者のくせに自己陶酔しやすく切れやすい。感情をすぐ表に出し、喜怒哀楽が激しく、人の目を気にしすぎる欠点がある。相手を小馬鹿にする態度、言動をとることが多く、口癖は「死ねばいいのに」。料理は上手。胸が小さいことを気にしており、ペチャパイと呼ばれると怒り出す。

### サブキャラクター
セドナ (Sedna)
声：かわしまりの
浮世離れした美しさである謎の少女。常にゆったりとした純白のフードを頭から被り、ローブを身に纏っている。真っ白できめ細やかな髪と乳白色の肌の持ち主。赤い神秘的な瞳と、長い耳が特徴。
パッケージでは他のメインヒロインとともに並んでいるが、攻略対象ではない。
セメーレ＝エルナト (Semele Elnath)
声：氷室百合
ヒベルニア王国陸軍中尉。アストレア女王の特命を受け、ジードをサポートするために10名の部下を連れてリズヴァーンへ来た。魔導触媒は黒き魔剣“カムチャッカリリー”。
軍服がはじけそうな巨乳と眼鏡が特徴。無礼な口調のジードを嫌っている。
ミレーユ＝フォーマルハウト (Mireille Fomalhaut)
声：真宮ゆず
リズヴァーン郊外にある児童養護施設「わかたけ園」の女の子。小さい頃に交通事故で両親を亡くし、引き取ってもらった親戚の家できちんと育ててもらえなかったことから、軽い発達障害にかかっている。人見知りであるが、いつも「わかたけ園」を訪れてくれるミリアムのことは無条件で信用している。大好物はミリアムが作るホットケーキとホッケ。
アストレア＝ギアンサル (Astraea Giansar)
声：桃井いちご
ヒベルニア王国第十二代女王。20年近く最高権力者として君臨している有能・冷徹な為政者。
「ヒベルニアの魔女」「緋色の女王（ブラッディ・クイーン）」「アイス・マスク」の二つ名を持つ絶対君主。目の前にいる気にくわない人間を次々に粛清してきたとの噂があるが、その真偽は不明。非情ではあるが、冷静かつ慎重、更に厳格で公平な施政を行っていることから、国民の信頼を得ている。ヴェールで隠した顔は常に涼やかであるが、切れると素の表情を見せてしまう。
ジードに対しては幼少の頃から目をかけており、国庫からそれなりの奨学金を出している。
ライラプス (LAILAPS)
声：碧井萌佳
ヘイジームーンがジードへ手渡した青い犬のぬいぐるみ。空を飛び、喋ることができる。一人称はライ、後にラプ。語尾にPOを付ける。
ユスティティア＝リオーナス
声：青井美海
リズヴァーン周辺を根城にしている占い師。愛称ユスティ。常にショールを身に付けている。
占いにはタロットに似た、誰も見たことのないカードを使っている。魔導触媒は短めのロッド。
リーナ＝ベード
声：天神祭　
テミスの姉。
アネール＝イザル (Aneer Izar)
声：？
アブソリュード魔導学院3年生。学生会副会長であり、ミリアムの先輩。
女性と見間違えるような優しい顔立ちをしており、のほほんとした雰囲気を漂わせているが、本当にのんびり屋で頼りにならない。学内でもトップクラスの成績だが、実技は苦手。家に伝わる短剣を魔導触媒として用いるが、実力が劣るため、鞘から抜くことができない。
ミリアムとともにエクリプスの手から助けられて以来ジードのことを慕っており、事ある毎に抱きついたり手を握ったりしようとする。ジードのボケに対しては、律儀にノリツッコミで返している。成り行きでジードの助手となるが、その影の薄さから存在すら忘れ去られることもよくある。
メルファード＝ジャバハ (Mellferred Jabbah)
声：？
ヒベルニア王国陸軍少佐。27歳。史上最年少で佐官に昇進しており、現時点では王国最強の魔法戦士として期待されている。2年間空位となっていた王国親衛隊の隊長に抜擢される。
怪盗ヘイジームーン (Gentleman-Cambrioleur Hazymoon)
声：？
紳士怪盗ジードの前へ神出鬼没に現れる。シルクハットにマント、燕尾服、片眼鏡とおいういで立ちに、顔にはカイゼル髭を蓄えている。
会話の最初はなぜか絶叫し、途中で色々な国の言葉が、しかも微妙に間違った発音で発せられる。難しいとされる時空間系の魔法を使うことができるが、攻撃魔法は苦手。
リズヴァーンへ旅立とうとするジードへ、ライラプスが入った風呂敷包みを手渡す。
ダークスーツの男
声：？
四十絡みの男。表向きは国事行為に使用する印鑑を管理し、それにまつわる仕事をこなす王璽尚書。アストレア女王の命を受けて、様々な仕事をこなす便利屋。

### その他
真聡（まさと）
Navel、Lime作品の常連端役である謎のスカートめくり少年。今回の被害者はテミス。

## ゲームシステム
舞台は10月。ジードが命を受け、リズヴァーンを訪れる初日が終わると、Chapter-1が始まる。以後Chapter-2、3と共通ルートで進む。Chapter-3における選択肢によってChapeter-4から個別ルートに入ってENDINGを迎える。ただし、最初のルートはミリアムで固定されている。選択肢そのものは冒頭より現れ、選択を誤ると死を迎えるなどのBAD ENDとなる。BAD ENDは全部で6箇所存在する。

## 用語
ヒベルニア王国 （- おうこく）
周辺諸国が共和制や民主制に移行する今も君主制を維持する。議会があり、民衆の権利もある程度認められているが、王室侮辱罪は処刑される。
アルビオン帝国（- ていこく）
ヒベルニア王国の隣にある国。君主制で、皇帝に全ての権力が集中しており、表現の自由すら認められていない。
100年と少し前、アルビオン帝国第二の都市であり、軍事拠点でもあった都市が、たった一体の謎の魔法生物によって、一夜にして破壊しつくされた。後に「神の怒り」「神罰」とも呼ばれるこの事件により、その都市は現在でも立ち直っていない。
ベルファースト
ヒベルニア王国の王都かつ最大都市。王城ディバインヒルがある。
リズヴァーン
ヒベルニア王国の東部辺境に位置し、歴史ある由緒正しい町。観光客と留学生が多数訪れることと、緑が多く、歴史遺産があることから王国でも有数の、美しく豊かな町である。治安が良く、ここ数年は殺人事件すら起きていない。名産品はカボチャ。
ジグラート
太古の昔から空にある四つの浮遊城。ただし名前は後世の人類が付けたものであり、正式な名称は不明。一つの例外を除き、速度に多少の幅はあるものの、ある一定の軌道をゆっくりと飛行している。人類が文字を使って記録を残すようになった五千万年から六千万年前より浮かんでいる。
近くまで辿り着くことはできるが、理解不能な不可視の力で押し戻されてしまうため、内部に到達したものは一人もいない。誰がどのような理由で作ったのか、どのような力で飛ばしているのかは不明。
空に浮かぶ四つの城のうち、ギルタブリル、ウガルルム、ウリディシムの三つまでもが、リズヴァーンの周遊飛行ルートに入っている。一カ月前、町の中心から約30km離れた平原に、もっとも大きい城であるギルタブリルが墜ちて粉々になった。その事件はギルタブリル・クラッシュと名付けられている。
アブソリュート魔導学院 （- まどうがくいん）
リズヴァーンにある最大の魔導学院。駅から約15分の位置にある。国外にもその名は通じており、魔導士を目指すものにとっては事実上の最高学府となっている。
学院から約300m離れたところに男子寮と女子寮がある。裏庭には森と呼べるほどの樹木が茂っている。警備はとても厳しく、感知の結界と、悪意ある存在を遮断する魔法の結界が常に張られている。制服やネクタイの色は、緑が3年生、赤が2年生、青が1年生。
エクリプス
石で作られた悪魔の像という見た目を持つ二足歩行の魔法生物であり、「破壊と混乱の使者」とも呼ばれるモンスター。大きな角と薄気味悪く輝く目を持っている。鋭いかぎ爪を用いた物理攻撃と、魔法による攻撃を行う。無尽蔵のスタミナがあるため、まったく疲れを見せずに攻撃を仕掛けてくる。また魔力耐性が高く、特定の呪文はまったく効かない。大抵の物理攻撃は、石のような身体で跳ね返してしまう。獣のような声を発するが、知恵を持つかどうかは不明。ある程度強力な魔法を持つ魔導士か、熟練の剣士であれば撃退することは可能。
普段はほとんど出てこないが、地震などの大災害時や、戦争の前などに現れる。特に非常事態には大量に湧いて出て、阿鼻叫喚の地獄を引き起こす。負の怨念を好むのではないかと考えられているが、その行動原理は不明。約100年前にアルビオン帝国で起きた「神の怒り」と呼ばれる事件の10日前にも一体のエクリプスが現れており、町の守護隊に撃退されている。
羽の付いた上位種はグレイター・エクリプスと呼ばれ、空を飛ぶことができる。エクリプスより頭が良く、より強力な魔法を使うことができる。
エンゲロス
「神の怒り」事件を引き起こした飛行タイプの魔法人形。相手の魔法を無効化する紫色のバリアと装甲による高い防御力と、滅びの雷と呼ばれる爆撃による攻撃力を持つモンスター。
ドラゴン
最強の幻獣。頭がよく、ブレスと呼ばれる高熱の息によって攻撃する。ドラゴンの種類にはいくつかあるが、黒いドラゴンはブラックドラゴンと呼ばれ、魔法の扱いに長け、時には呪いをかけてくる。ドラゴンの中でももっとも強いのはエンシェント・ドラゴンである。
魔法（まほう）
魔法とは、人間のみが持つ精神エネルギーである魔力を使って魔導式を編み、自然界に普遍的に存在する力であるエーテルを導き出すことにより、万物に宿っているエネルギーである魔導力を発現させ、影響力を行使する結果発動するものである。魔法の成功は、どれだけ精密な魔導式を編めるかにかかっている。魔法の威力は、個人が持つ魔力の大きさによって変わってくる。
魔法には大きく分けて攻撃魔法と回復魔法がある。火や水などの四大元素魔法、エーテル系の無属性魔法などがあり、もっとも難しいのは時空間系の魔法。人類が使える魔法は約1000種類。
魔導式は遺跡等から発掘されたものであり、現在の人類が新しく開発したり改良したりすることはできない。
エクリプスなどのモンスターの動力源は魔導力であり、魔力を持っているわけではない。

## 制作
原画・キャラクターデザインは引き続きフリーであるあきらが担当した。シナリオライターの藤海琢樹は『Soul Link』以来、約5年ぶりの新作アドベンチャーゲームシナリオ作品となる。今までの作品ではプログラムやスクリプト、インターフェース、デバッグなどを自社内で行ってきたNavel、Limeであるが、本作品では外注している。

## スタッフ
- 制作：Lime
- 企画・脚本：藤海琢樹[1]
- キャラクターデザイン・原画：あきら[1]
- CG監修：たけぽん
- CG：斉藤陽子、たけぽん、ゆう、真希、依織
- 音楽：アッチョリケ、野中“まさ”雄一 、MSJ、田辺トシノ、景家淳
- 背景監修・武器デザイン：コタロー
- オープニングムービー：RMG
- オープニングテーマ「Binary Orbit」
  - 歌：のみこ、作詞：藤海琢樹、作曲：アッチョリケ、編曲：yone
- エンディングテーマ「大好き」
  - 歌：jina、作詞：藤海琢樹、作曲：アッチョリケ、編曲：田辺トシノ

## 備考
Navel公式の携帯サイトである『Navel@Mobile』で、2010年8月19日よりシナリオライターの藤海琢樹による小説『Maximum Magic 氷の仮面』が連載されている。ゲーム本編が始まる19年前の物語であり、当時15歳であるアストレアが主人公。他の登場人物はほとんどが新キャラである。